# Attalla
Attalla är en stad (city) i Etowah County, i delstaten Alabama, USA. Enligt United States Census Bureau har staden en folkmängd på 6 042 invånare (2011) och en landarea på 18,1 km².